# Solenopsis lusitanica
Solenopsis lusitanica é uma espécie de formiga do gênero Solenopsis, pertencente à subfamília Myrmicinae.